# Star TV
A Star TV Törökország egyik országosan sugárzó kereskedelmi televízióadója, valamint az első digitálisan sugárzott TV csatorna. 2009. május 29.-től immár HD minőségben is sugároznak.
A csatorna sok híres török TV sorozatot sugároz, mint például a Szulejmán, és a Megtört szívek.
A csatorna Európában Euro Star néven található meg.

## Legnépszerűbb műsorai
- Muhteşem Yüzyıl (magyarul: Szulejmán) (2012–2014)
- Kurt Seyit ve Şura (magyarul: Szerelemben, háborúban) (2014)
- Kaderimin Yazıldığı Gün (magyarul: Sorsfordító szerelem) (2014-2015)
- Paramparça (magyarul: Megtört szívek) (2014–2017)
- Kiralık Aşk (magyarul: Szerelem kiadó (2015-2017)
- Kara Sevda (magyarul: Végtelen szerelem) (2015–2017)
- Muhteşem Yüzyil: Kösem (magyarul: A szultána) (2015–2017)
- Anne (magyarul: Anya) (2016-2017)
- Gecenin Kraliçesi (magyarul: Az éjszaka királynője) (2016)
- Yüksek Sosyete (2016–2017)
- SÖZ (2017–)
- Fazilet Hanım ve Kızları (magyarul: Fazilet asszony és lányai) (2017-2018)
- Sefirin Kızı (magyarul: A nagykövet lánya) (2019-2021)
- Ada Masalı (magyarul: A sziget meséje) (2021)
- Kaderimin Oyunu (magyarul: A sors útvesztői) (2021-2022)
- Yalı Çapkını (magyarul: Az aranyifjú) (2022-)